# Itinerário Complementar

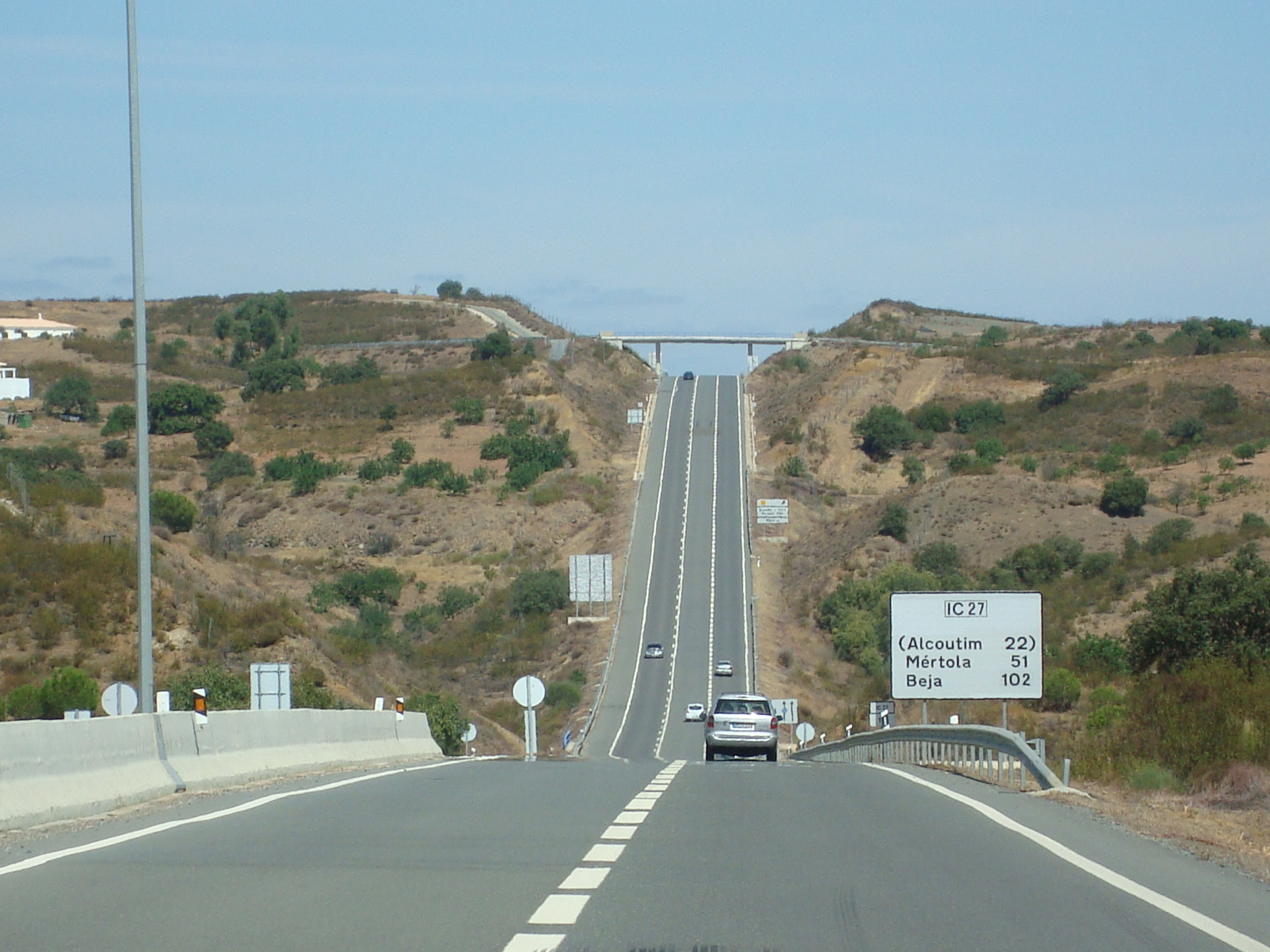
Troço do IC27, em formato de via rápida, em Odeleite, na região do Algarve

Itinerário Complementar designa as estradas portuguesas que ligam centros de influência supra-concelhia mas infra-distrital aos centros de influência supra-distrital. Podem ser autoestradas, mas são maioritariamente vias com perfil 2+1, coincidente com o de uma via rápida.
No entanto, a rede de Itinerários Complementares em Portugal está apenas concluída a 42% (dados do InIR), o que faz com que muitos dos itinerários previstos sejam ainda assegurados por estradas nacionais.
| Número | Percurso            | Estradas integradas | Extensão | Situação   | Mapa |
| ------ | ------------------- | --- | -------- | ---------- | ---- |
| IC 1   | Valença – Albufeira | N 13 Valença – Caminha A 28 Caminha – Porto A 1 Porto – Vila Nova de Gaia A 44 Vila Nova de Gaia – Valadares A 29 Valadares – Aveiro A 17 Aveiro – Marinha Grande A 8 Marinha Grande – Lisboa A 2 Lisboa – Marateca N 5 Marateca – Alcácer do Sal N 120 Alcácer do Sal – Grândola N 259 Grândola – Azinheira dos Barros N 262 Azinheira dos Barros – Ermidas do Sado N 261 Ermidas do Sado – Alvalade IC 1 Alvalade – Albufeira | 737 km   | Em serviço |      |

| Itinerário | Extremos                                  | Estradas e Pontos Intermédios | Orientação | Extensão |
| ---------- | ----------------------------------------- | --- | ---------- | -------- |
| IC 2       | Lisboa - Porto                            | A 30 Lisboa - Alverca; A 10 Alverca - Carregado; Carregado - Alcoentre - Rio Maior - Batalha; A 19 Batalha - Leiria; Leiria - Pombal - Coimbra A 31 Coimbra (sul) - Coimbra (norte); A 24 Coimbra -**- Mealhada; Mealhada -**- Águeda -**- Oliveira de Azeméis; A 32 Oliveira de Azeméis - Porto | S - N      | 330 km   |
| IC 3       | Setúbal - Coimbra                         | A 12 Setúbal - Montijo; A 33 Montijo -**- Santo Estêvão (Benavente); A 13 Santo Estêvão (Benavente) - Almeirim -**- Entroncamento - Tomar - Ansião - Coimbra | S - N      | 235 km   |
| IC 4       | Sines - Faro                              | Sines -**- Cercal -**- Odemira - Aljezur -**- Lagos; A 22 Lagos - Portimão - Albufeira - Loulé; Loulé - Faro | NO - S     | - km     |
| IC 5       | Vila do Conde - Miranda do Douro          | A 7 Vila do Conde - Guimarães - Fafe - Vila Pouca de Aguiar; Vila Pouca de Aguiar -**- Murça - Alijó - Vila Flor - Mogadouro - Miranda do Douro | O - E      | 251 km   |
| IC 6       | Coimbra - Covilhã                         | Coimbra - Arganil - Tábua -**- Oliveira do Hospital -**- Covilhã | O - E      | - km     |
| IC 7       | Oliveira do Hospital - Fornos de Algodres | Oliveira do Hospital -**- Seia -**- Gouveia -**- Fornos de Algodres | SO - NE    | 40 km    |
| IC 8       | Figueira da Foz - Vila Velha de Ródão     | Louriçal - A 1; A 34 A 1 - Pombal; Pombal - Ansião - Sertã - Proença-a-Nova - Vila Velha de Ródão | O - E      | 118 km   |
| IC 9       | Nazaré - Ponte de Sôr                     | Nazaré - Alcobaça; Porto de Mós - Ourém - Tomar; Abrantes -**- Ponte de Sôr | O - E      | 104 km   |
| IC 10      | Santarém - Montemor-o-Novo                | A 15 Santarém - Almeirim; Almeirim -**- Coruche -**- Montemor-o-Novo | NO - SE    | 13,8 km  |
| IC 11      | Peniche - Marateca                        | Peniche -**- Lourinhã -**- Torres Vedras; A 18 Torres Vedras -**- Carregado; A 10 Carregado - Benavente; A 13 Benavente - Marateca | NO - SE    | - km     |
| IC 12      | Mira - Mangualde                          | A 35 Mira -**- Mealhada -**- Santa Comba Dão - Canas de Senhorim -**- Mangualde | O - E      | 94 km    |
| IC 13      | Montijo - Marvão                          | Montijo -**- Coruche -**- Ponte de Sôr -**- Alter do Chão - Portalegre -**- Galegos (Marvão) | SO - NE    | - km     |
| IC 14      | Apúlia - Braga                            | A 11 Apúlia - Barcelos - Braga | SO - NE    | 80 km    |
| IC 15      | Lisboa - Cascais                          | A 5 Lisboa - Oeiras - Cascais | E - O      | 25 km    |
| IC 16      | Lisboa - Sintra                           | A 16 Lisboa -*- Pontinha - Belas - Sintra | SE - NO    | 20 km    |
| IC 17      | Algés - Sacavém                           | A 36 (CRIL) Algés - Buraca - Pontinha - Odivelas - Camarate - Sacavém | SO - NE    | 20 km    |
| IC 18      | Estádio Nacional - Alverca                | A 9 (CREL) Estádio Nacional - Queluz - Loures - Alverca | SO - NE    | 35 km    |
| IC 19      | Lisboa - Sintra                           | A 37 Lisboa - Queluz - Cacém - Ranholas (Sintra) | SE - NO    | 16 km    |
| IC 20      | Almada - Costa da Caparica                | A 38 Almada - Costa da Caparica | E - O      | 7 km     |
| IC 21      | Coina - Lisboa                            | A 39 Coina - Barreiro -**- Lisboa | SE - NO    | 23 km    |
| IC 22      | Olival Basto - Montemor                   | A 40 Olival Basto - Montemor | SE - NO    | 4 km     |
| IC 23      | Via de Cintura Interna de Porto e Gaia    | A 1 Ponte da Arrábida - Coimbrões; A 44 Coimbrões - Ponte do Freixo; A 20 Ponte do Freixo - Nó de Francos; A 28 Nó de Francos - Ponte da Arrábida | circular   | 23 km    |
| IC 24      | Matosinhos - Espinho                      | A 41 Matosinhos - Maia - Alfena - Valongo - Aguiar de Sousa - Picoto - Espinho | N - S      | 62 km    |
| IC 25      | Alfena - Lousada                          | A 42 Alfena - Paços de Ferreira - Lousada | SO - NE    | 20 km    |
| IC 26      | Amarante - Trancoso                       | Amarante -**- Peso da Régua; Lamego -**- Tarouca -**- Sernancelhe -**- Trancoso | NO - SE    | - km     |
| IC 27      | Castro Marim - Beja                       | Castro Marim - Alcoutim -**- Mértola -**- Albernoa (Beja) | S - N      | 93 km    |
| IC 28      | Ponte de Lima - Lindoso                   | Ponte de Lima - Ponte da Barca -**- Lindoso | SO - NE    | 45 km    |
| IC 29      | Porto - Aguiar de Sousa                   | A 43 Porto - Gondomar - Gens - Aguiar de Sousa | NO - SE    | 16 km    |
| IC 30      | Sintra - Cascais                          | A 16 Sintra - Alcabideche (Cascais) | N - S      | 8 km     |
| IC 31      | Castelo Branco - Termas de Monfortinho    | Alcains (Castelo Branco) -**- Idanha-a-Nova -**- Termas de Monfortinho | O - E      | 57 km    |
| IC 32      | Funchalinho - Montijo                     | A 33 Funchalinho - Coina - Moita - Montijo | O - E      | 44 km    |
| IC 33      | Santiago do Cacém - Évora                 | Santiago do Cacém - Grândola; Santa Margarida do Sado -**- Viana do Alentejo -**- Évora | SO - NE    | - km     |
| IC 34      | Vila Nova de Foz Côa - Barca d'Alva       | Vila Nova de Foz Côa -**- Almendra -**- Barca d'Alva | O - E      | 31 km    |
| IC 35      | Penafiel - Sever do Vouga                 | Penafiel - Rans-**- Entre-os-Rios - Castelo de Paiva -**- Mansores -**- Sever do Vouga -**- Talhadas | S - N      | - km     |
| IC 36      | Marinha Grande - Leiria                   | A 8 Marinha Grande - Leiria (sul) - A 1 | O - E      | 12 km    |
| IC 37      | Viseu - Seia                              | Viseu -**- Nelas -**- Seia | NO - SE    | 31 km    |

Legenda
```
  [
-
]: troços em serviço;
  [
-*-
]: troços em construção;
  [
-**-
]: troços em projecto;
  [
A
]: autoestrada;
```